# 団子坂 (秩父市)
団子坂（だんござか）、またはだんご坂は、埼玉県秩父市で行われる、日本三大曳山祭りに数えられる秩父夜祭のクライマックスの部分にある坂。斜度は25度で、急坂である。長さは50メートル。
団子坂はもともと崖であった。約3万年から4万年前に川の流れによりつくられたと考えられている段丘崖である。

## 秩父夜祭での団子坂
屋台ばやしが鳴り響く中、「大勢の曳き手が息を合わせて」登る、曳き回しの最大の難所とされている。山車の目的地である旅所の前、お祭り広場の下の位置に存在する。祭り中は混雑により、桟座敷を確保しなければ坂に近づくことができない。